# Labubu
A Labubu egy gyűjthető dizájner plüss- és vinyljáték márka, amelyet Kasing Lung kínai művész alkotott meg. A figurák kizárólag a kínai székhelyű Pop Mart forgalmazásában és értékesítésében jelentek meg. A Labubu egyben a játéksorozat főszereplő karakterének neve is.

## Megjelenés és stílus
Labubu egy apró, szörnyecske-szerű lény, hegyes fülekkel, nagy szemekkel és gyakran vicsorgó vigyorral. Megjelenése egyszerre aranyos és kissé félelmetes, ami jól tükrözi Kasing Lung groteszk mesékből inspirálódó vizuális világát.

## Kasing Lung
Kasing Lung képzőművész és illusztrátor, aki Hollandiában él, de hongkongi származású. Karrierjét grafikus könyvekkel kezdte, melyek gyakran sötét tónusú, de humoros meséket dolgoznak fel. Legismertebb alkotása Labubu, de más karaktereket is létrehozott, például Zimomo-t vagy Spooky Boo-t.